# Liste deutscher Binneninseln
Diese unvollständige Liste enthält Inseln in deutschen Binnengewässern. Die deutschen Inseln in Nord- und Ostsee werden in der Liste deutscher Inseln aufgeführt.

## Abtsdorfer See
- Burgstall

## Altmühlsee
- Hirteninsel
- Vogelinsel

## Ammersee
- Schwedeninsel

## Aumatalsperre
- Insel in der Aumatalsperre

## Beetzsee
- Buhnenwerder
- Hünensteg

## Biggesee
- Gilberginsel

## Bodensee
Vollständige Liste: Liste der Inseln im Bodensee
- Lindau
- Mainau
- Reichenau
- Dominikanerinsel
- Werd
- Hoy
- Liebesinsel

## Brandenburger Seeplatte –Plauer See,Breitlingsee,Möserscher See
- Buhnenwerder
- Kälberwerder
- Kanincheninsel
- Kiehnwerder

## Chiemsee
- Frauenchiemsee
- Herrenchiemsee
- Krautinsel
- Schalch

## Dahme
- Berg (Berlin, Seddinsee)
- Dommelwall (Berlin, Seddinsee)
- Großer Rohrwall (Berlin, Langer See)
- Insel Köpenick („Altstadtinsel Köpenick“, Berlin)
- Kleiner Rohrwall (Berlin, Langer See)
- Rohrwallinsel (Berlin)
- Schlossinsel (Berlin)

## Donau
- Jochenstein
- Soldatenau (liegt in Österreich)
- Kräutelstein
- Lüfteneggerinsel
- Schwal (Neu-Ulm)
- Windorfer Donauinsel

## Drüsensee
- Bismarckinsel

## Eibsee
- Almbichl (Alpenbühl)
- Ludwigsinsel
- Scheibeninsel
- Maximiliansinsel (Schöne Insel)
- Schönbichl (Schönbühl)
- Braxeninsel
- Sasseninsel
- Steinbichl (Steinbühl, besteht aus zwei sehr kleinen Inseln)

## Eider/Nord-Ostsee-Kanal
- Rader Insel

## Elbe
siehe Liste der Elbinseln

## Ems
- Bingumer Sand
- Hatzumer Sand

## Emscher
- Emscherinsel

## Erft
- Stiftung Insel Hombroich

## Geiseltalsee
- Insel im Geiseltalsee (Sachsen-Anhalt)

## Großer Plöner See
- Bischofswarder
- Olsborg
- Prinzeninsel

## Gudelacksee
- Werder (Gudelacksee)

## Havel
- Altstadtinsel (Rathenow)
- Bauernwiese (Rathenow)
- Baumwerder (Berlin, Tegeler See)
- Buhnenwerder (Brandenburg an der Havel, zwischen Plauer, Breitling- und Möserschem See)
- Buhnenwerder (Brandenburg an der Havel, Beetzsee)
- Carritz (Premnitz)
- Detze (Milower Land)
- Dominsel Brandenburg (Brandenburg an der Havel)
- Eiswerder (Berlin)
- Freundschaftsinsel (Potsdam)
- Großer Wall (Berlin)
- Großes Ohr (Brandenburg an der Havel)
- Grubenwiese (Mögelin)
- Hasselwerder (Berlin, Tegeler See)
- Humboldtinsel (Berlin, Tegeler See)
- Hünensteg (Brandenburg an der Havel, Beetzsee)
- Imchen (Berlin)
- Kälberwerder (Berlin)
- Kälberwerder (Brandenburg an der Havel)
- Kanincheninsel (Brandenburg an der Havel)
- Kiehnwerder (Brandenburg an der Havel)
- Kleiner Wall (Berlin)
- Köhninge (Brandenburg an der Havel)
- Lange Reihe (Brandenburg an der Havel)
- Langer Werder (Ketzin)
- Langer Großer Werder (Brandenburg an der Havel)
- Langefahrtwiese
- Liebesinsel (Rathenow)
- Lindwerder (Berlin)
- Lindwerder (Berlin, Tegeler See)
- Magazininsel (Rathenow)
- Maienwerder (Berlin, Tegeler See)
- Mittelbruch (Brandenburg an der Havel)
- Mittelbruch (Groß Kreutz)
- Obere Planitz (Potsdam)
- Petroleuminsel (Havelberg)
- Pfaueninsel (Berlin)
- Pichelswerder (Berlin)
- Pilatsch
- Pilatschlanke
- Pionierinsel (Berlin)
- Priesterwerder (Brandenburg an der Havel)
- Reiswerder (Berlin, Tegeler See)
- Scharfenberg (Insel) (Berlin, Tegeler See)
- Schwanenwerder (Berlin)
- Schwedendamminsel (Rathenow)
- Spülinsel (Havelberg)
- Stadtinsel (Havelberg)
- Steinbruch (Brandenburg an der Havel)
- Stremmewiese (Rathenow)
- Tegeler Insel (Berlin, Tegeler See)
- Töplitz (Werder/Havel)
- Untere Planitz (Potsdam)
- Valentinswerder (Berlin, Tegeler See)
- Wannsee-Insel (Berlin/Potsdam)
- Werder (Landkreis Potsdam-Mittelmark)
- Ziegeninsel (Havelberg)

## Inn
- Kapuzinerinsel (Wasserburg)

## Isar
- Mitterwöhr (Landshut)
- Mühleninsel (Landshut)
- Museumsinsel (München)
- Praterinsel
- Weideninsel

## Kleinhesseloher See
- Königsinsel
- Kurfürsteninsel
- Regenteninsel

## Königssee
- Christlieger

## Krakower See
- Borg

## Lahn
- Silberau (Bad Ems)

## Leine
- Calenberg
- Leineinsel (Hannover-Döhren)
- Leineinsel Klein-Venedig

## Liepnitzsee
- Großer Werder (Barnim/Brandenburg)

## Lieps (See)
- Hanfwerder

## Main
- Weininsel (Landkreis Kitzingen)

## Malchower See (Mecklenburg)
- Altstadtinsel Malchow

## Mosel
- Pferdeinsel (Trier)

## Nahe
- Badewörth (Bad Kreuznach)

## Neckar
- Neckarinsel (Tübingen)
- Oberesslingen (Insel mit Tierpark Nymphaea)
- Oberesslingen (Insel mit Schwimmbad)
- Ilvesheim (liegt auf einer Insel zwischen Neckarschleife und Neckarkanal)
- Maulbeerinsel (Mannheim, zwischen Altneckar und dem Neckarkanal Feudenheim)

## Olympiasee
- Vogelinsel

## Osterseen(Großer Ostersee)
- Holzau
- Marieninsel
- Roseninsel
- Schwaigerinsel
- Steigerinsel

## Pegnitz
- Insel Schütt
- Trödelmarktinsel

## Rhein
- Bacharacher Werth
- Fulderaue
- Grafenwerth
- Graswerth
- Hombroich
- Kauber Werth
- Ketscher Rheininsel
- Königsklinger Aue
- Kühkopf
- Lorcher Werth
- Mariannenaue
- Maulbeeraue
- Niederwerth
- Nonnenwerth
- Petersaue
- Rettbergsaue
- Rüdesheimer Aue
- Schönborn’sche Aue
- Winkeler Aue

## Rossendorfer Teich
- Nixeninsel

## Saale
- Forstwerder (Halle (Saale))
- Peißnitz (Halle (Saale))
- Rabeninsel (Halle (Saale))
- Ratswerder/Würfelwiese (Halle (Saale))
- Pulverweiden/Sandanger/Saline-Insel (Halle (Saale))
- Ziegelwieseninsel (Halle (Saale))

## Saar
- Vaubaninsel (Saarlouis)
- Insel mit der Gemeinde Kanzem (künstlich durch die Kanalisierung der Saar geschaffen)

## Schaalsee
- Kampenwerder
- Rethwiese
- Stintenburginsel

## Schweriner See
- Kaninchenwerder
- Ziegelwerder
- Lieps
- Horst
- Rethberg

## Schliersee
- Wörth

## Seehamer See
- Burgstallinsel
- vier weitere Inseln

## Seeoner Seen(Klostersee)
- Klosterinsel

## Lausitzer Seenland–Senftenberger See
- Vogelschutzinsel (namenlos, ca. 900 ha)

## Spree
- Baumgarteninsel (Berlin)
- Bullenbruch (Berlin)
- Insel der Jugend (Berlin)
- Insel Köpenick („Altstadtinsel Köpenick“, Berlin)
- Kratzbruch (Berlin)
- Liebesinsel (Berlin)
- Lohmühleninsel (Berlin)
- Spreeinsel (Berlin)

## Staffelsee
- Buchau
- Wörth
- Große Birke
- Kleine Birke
- Gradeneiland
- Jakobsinsel (St. Jakob)
- Mühlwörth

## Starnberger See
- Roseninsel

## Steinhuder Meer
- Badeinsel Steinhude (1975 angelegt)
- Wilhelmstein (1761–1765 angelegt)

## Stettiner Haff
- Riether Werder (einzige deutsche Insel im Stettiner Haff)

## Tegernsee
- Ringseeinsel

## Teterower See
- Burgwallinsel

## Tollensesee
- Fischerinsel
- Trümmerinsel der ehem. Torpedoversuchsanstalt

## Trave
- Lübecker Altstadtinsel
- Teerhofinsel
- Buchhorst (im Dassower See gelegen)

## Wakenitz
- Spieringshorst

## Walchensee
- Sassau

## Weitsee
- Bidlieger

## Weser
- Strohauser Plate (460 ha, bewohnt, Flussinsel bei Rodenkirchen (Stadland))
- Harriersand (130 Einwohner, 6 km², Flussinsel in der Weser, Gemeinde Schwanewede)
- Elsflether Sand (Flussinsel bei Elsfleth)
- Langlütjen I + II (in der Wesermündung nördlich Nordenham gelegen, unbewohnt)

Die ehemalige Flussinsel Luneplate bei Bremerhaven wurde eingedeicht und gehört nun zum Festland.
Siehe auch die umfangreichere Liste der Weserinseln im Artikel Weser.

## Wörthsee
- Wörth (Wörthsee)

## Wolletzsee
- Wolletzseeinsel 1
- Wolletzseeinsel 2
- Wolletzseeinsel 3

## Wupper
- Gerichtsinsel